# 瓦列里·博尔钦
瓦列里·博尔钦（俄語：Валерий Викторович Борчин，1986年9月11日—）是一名俄罗斯男子田径运动员，主攻竞走项目。曾获得2008年北京奥林匹克运动会男子20公里竞走项目金牌。2015年1月20日，博爾欽因服用運動禁藥而被取消資格，從2012年10月15日起8年（2009年7月14日至2009年9月15日、2011年6月16日至2011年9月27日以及2012年4月11日至2012年9月3日）期間的所有成績，包括兩枚世界錦標賽金牌被取消。